# Longitarsus aeneolus
Longitarsus aeneolus är en skalbaggsart som beskrevs av Willis Blatchley 1923. Longitarsus aeneolus ingår i släktet Longitarsus och familjen bladbaggar. Inga underarter finns listade i Catalogue of Life.